# موز بالبيسي
موز بالبيسي (الاسم العلمي: Musa balbisiana) هو نوع من النباتات يتبع جنس الموز من فصيلة الموزية.